# Hapoel Așkelon FC
Hapoel Ashkelon F.C. (ebraică מועדון כדורגל הפועל אשקלון, Moadon Kaduregel Hapoel Ashkelon) este un club de fotbal din Așkelon, Israel. Echipa joacă meciurile de acasă pe Stadionul Sala cu o capacitate de 10.000 de locuri.

## Lotul curent
| Nr. |           | Poziție | Jucător                        |
| --- | --------- | ------- | ------------------------------ |
| 1   | Israel    | P       | Tzahi Gigi                     |
| 3   | Israel    | F       | Haim Izrin                     |
| 4   | Israel    | F       | Ran Kuzok                      |
| 6   | Israel    | F       | Ron Copperly                   |
| 7   | Argentina | A       | Bryan Man (holds teudat zehut) |
| 8   | Israel    | M       | Moshe Abutbul                  |
| 9   | Israel    | A       | Eliran Asao                    |
| 10  | Israel    | M       | Yossi Rosen                    |
| 11  | Israel    | M       | Nissim Assayag                 |
| 12  | Israel    | F       | Dudu Ben-Shushan               |
| 14  | Israel    | M       | Oz Brandwein                   |
| 15  | Israel    | M       | Avi Avino                      |
| 17  | Israel    | A       | Oshri Turgeman                 |
| 18  | Israel    | A       | Yinon Barda                    |
| 19  | Ghana     | A       | Eric Gawu                      |
| 20  | Israel    | F       | Shuki Nagar                    |

| Nr. |         | Poziție | Jucător              |
| --- | ------- | ------- | -------------------- |
| 21  | Israel  | F       | Yair Azulay          |
| 22  | Israel  | P       | Yaniv Wahaba         |
| 23  | Israel  | P       | Shai Fatlak          |
| 24  | Israel  | F       | Daniel Unger         |
| 25  | Israel  | A       | David Azulay         |
| 26  | Israel  | A       | Omer Hadar           |
| 77  | Israel  | A       | Sharon Gormazano     |
|     | Georgia | M       | Zurab Menteshashvili |
|     | Ghana   | P       | Stephen Ahorlu       |
|     | Ghana   | M       | Eric Nyarko          |
|     | Israel  | M       | Snir Gueta           |
|     | Israel  | A       | Hanan Fadida         |
|     | Israel  | F       | Adir Tubul           |
|     | Israel  | A       | Eran Levy            |
|     | Israel  | M       | Ravid Gazal          |